# Eteri
|  | Per a altres significats, vegeu «Eteri (desambiguació)». |

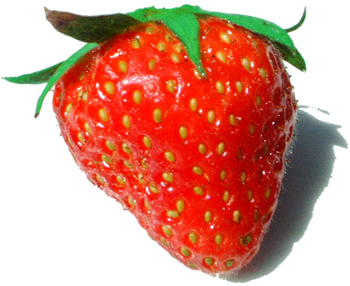
La maduixa és un eteri típic

En botànica, un eteri és un fruit complex caracteritzat per tenir un receptacle floral engrossit i carnós sobre el qual es troba inserida una elevada quantitat d'aquenis. És per aquesta raó cal considerar que és un fruit en poliaqueni singular. Provenen de flors apocàrpiques (amb carpels independents).
L'exemple més clar d'eteri és la maduixa.